# Łukasz Woszczyński
Łukasz Woszczyński (ur. 13 lutego 1983 w Wałczu) – polski kajakarz, kanadyjkarz, olimpijczyk z Aten 2004, medalista mistrzostw świata, mistrz Europy, mistrz Polski, żołnierz zawodowy.

## Kariera sportowa
Był zawodnikiem WTK Orzeł Wałcz (1998–2002) i AZS-AWF Gorzów Wielkopolski (od 2003).

### Mistrzostwa świata
Jego największym sukcesem w karierze było wicemistrzostwo świata w konkurencji C-4 500 m w 2006 (partnerami byli Paweł Baraszkiewicz, Marcin Grzybowski i Paweł Skowroński). W tej samej konkurencji w 2003 wywalczył brązowy medal (partnerami byli Adam Ginter, Marcin Grzybowski i Michał Śliwiński). W pozostałych startach zajmował miejsca: 2001 – 6. (C-4 1000 m), 2003 – 4. (C-2 1000 m), 7. (C-2 1000 m), 2007 – 4. (C-4 500 m), 8. (C-4 1000 m), 2009 – 4. (C-2 1000 m), 8. (C-4 1000 m).

### Igrzyska olimpijskie
W 2004 zajął 5. miejsce w konkurencji C-2 na dystansie 1000 m (w parze z Michałem Śliwińskim).

### Mistrzostwa Europy
W 2004 został mistrzem Europy w konkurencji C-2 1000 m (z Michałem Śliwińskim), w 2005 wicemistrzem Europy w konkurencji C-2 500 m (z Michałem Śliwińskim), w 2006 ponownie mistrzem Europy w konkurencji C-2 1000 m (z Marcinem Grzybowskim), w 2007 wicemistrzem Europy w konkurencji C-4 500 m (partnerami byli Paweł Skowroński, Arkadiusz Toński i Marcin Grzybowski). W 2008 zdobył brązowy medal mistrzostw Europy w konkurencji C-4 1000 m (partnerami byli Arkadiusz Toński, Adam Ginter i Łukasz Gros). W pozostałych startach zajmował miejsca: 2006 – zdyskwalifikowany w finale konkurencji C-4 500 m, 2007 – 7. (C-2 1000 m), 2008 – 4. (C-4 500 m), 2009 – 4. (C-4 1000 m), 2010 – 6. (C-2 500 m), 6. (C-4 1000 m).

### Mistrzostwa Polski
18 razy zdobywał tytuł mistrza Polski:
- C-2 200 m: 2006, 2009, 2010 (we wszystkich startach z Romanem Rynkiewiczem)
- C-2 500 m: 2004, 2006, 2009, 2010, 2011, 2012 (z Romanem Rynkiewiczem)
- C-4 500 m: 2003 (z Romanem Rynkiewiczem, Tomaszem Rynkiewiczem i Łukaszem Grosem)
- C-2 1000 m: 2003, 2004, 2006, 2008, 2010 (we wszystkich startach z Romanem Rynkiewiczem)
- C-4 1000 m: 2008 (z Łukaszem Grosem, Romanem Rynkiewiczem i Michałem Hertelem)
- C-1 maraton: 2008
- C-2 maraton 2008 (z Łukaszem Grosem)